# Maria Rast am Stein

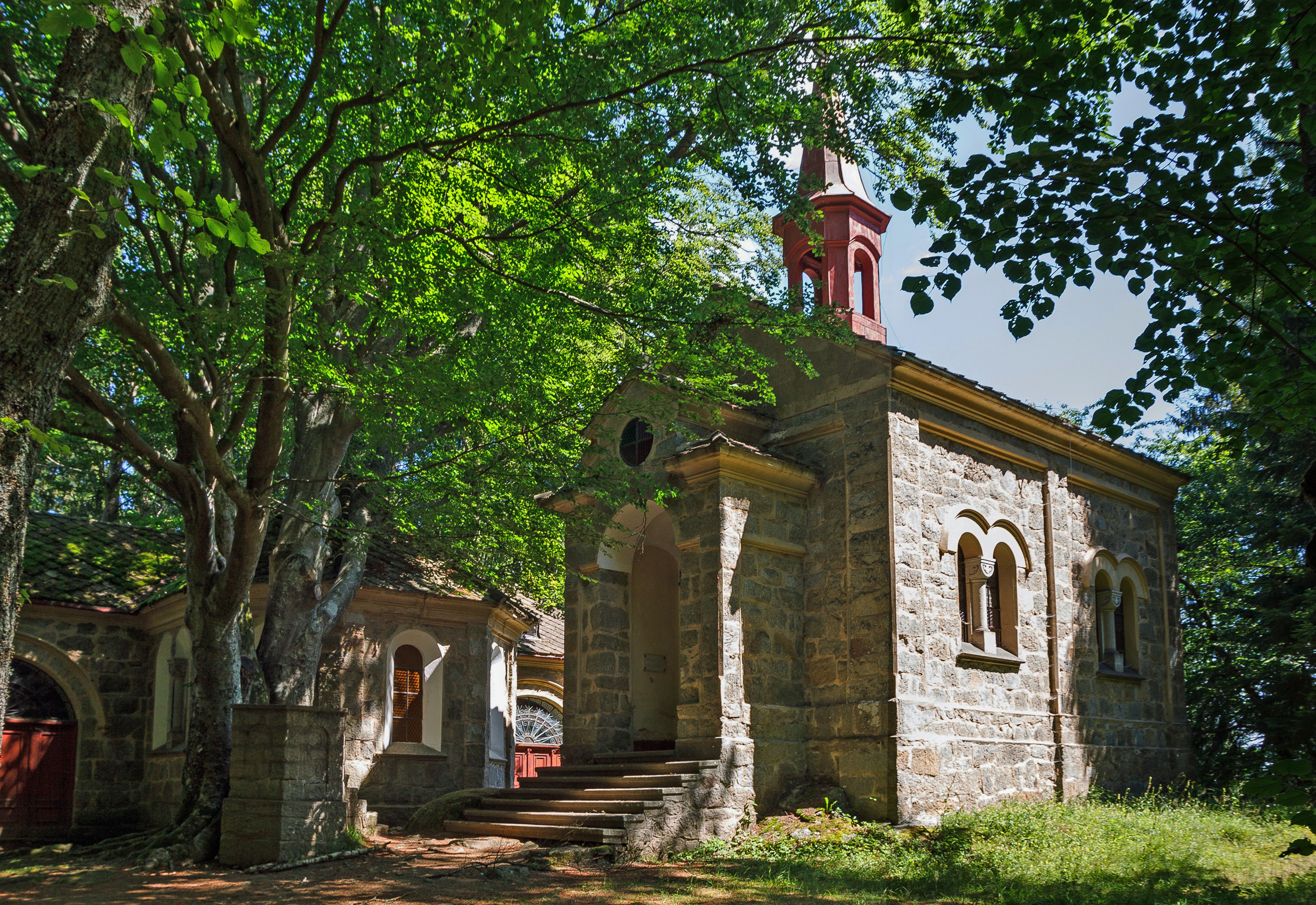
Wallfahrtskapelle Maria Rast am Stein bei Hohenfurth (2014)

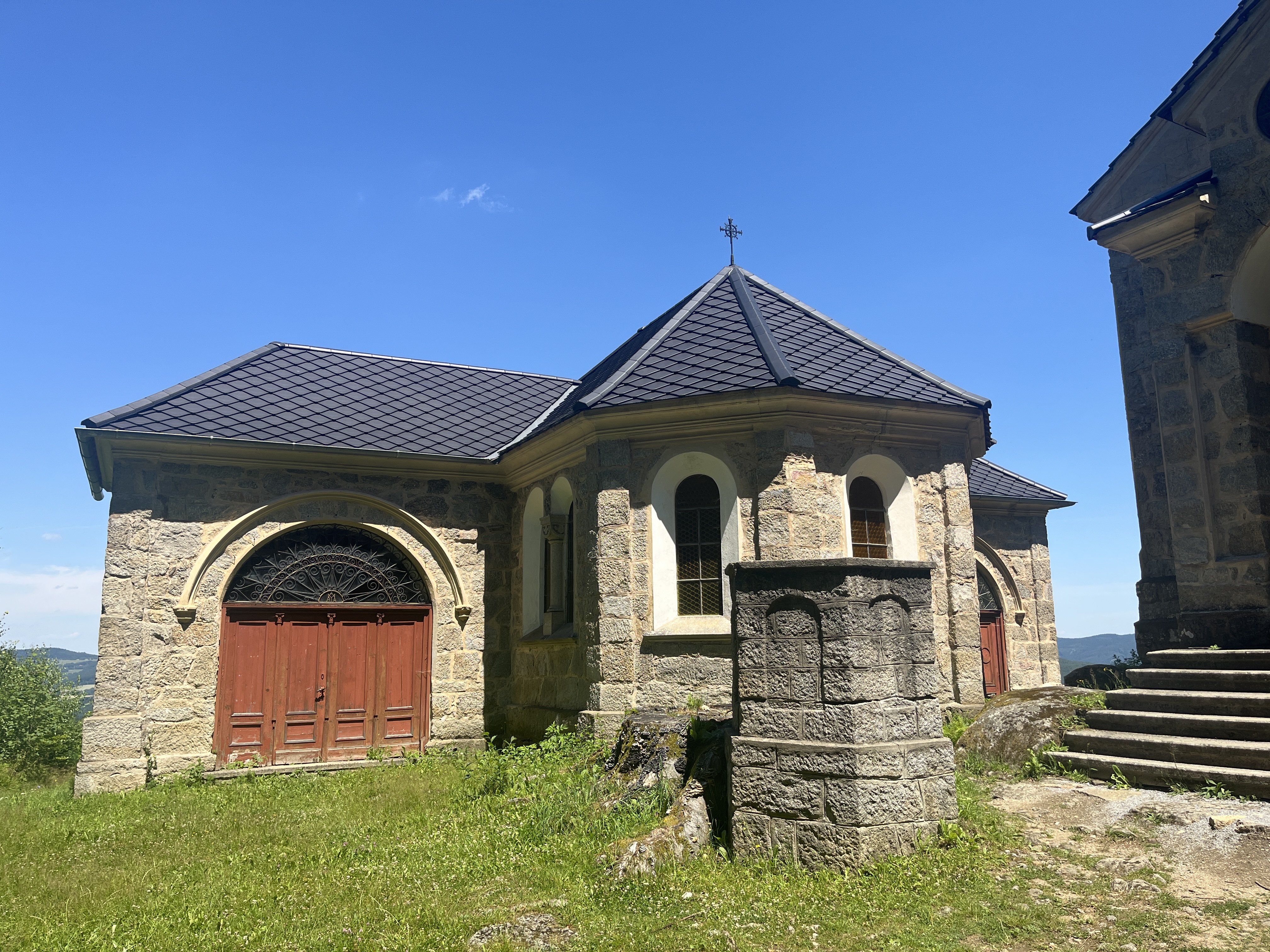
Freikanzel vor der Kapelle (der mächtige Baum bei der Freikanzel war im Jahr 2025 nicht mehr vorhanden)

Maria Rast am Stein (oder verkürzt Maria Rast, tschech. „Panna Marie odpočívající na kameni“) ist ein Marienwallfahrtsort bei Vyšší Brod (Hohenfurth) im Katastralbezirk Mnichovice der Gemeinde Loučovice im Okres Český Krumlov (Kreis Böhmisch-Krumau), den man über einen Wanderweg entlang des Kreuzweges von Hohenfurth aus erreicht. 
Südwestlich der Abtei Hohenfurth am Nordhang des Martinsberges (Martínkovský vrch, 846 m) befindet sich auf einer Lichtung die Wallfahrtskapelle „Unserer Lieben Frau vom Schnee“ oder Maria Rast, eine Bildergalerie und die Kapelle des Heiligen Grabes.

## Geschichte des Wallfahrtsortes
Am Ort befindet sich ein Granitblock, auf dem sich nach der Legende Maria mit dem Jesuskind ausgeruht hat. Daher wurde dort im Jahr 1844 ein Marienbild Maria im Schnee aufgehängt. Im Jahr 1887 bauten Hirten über dem Stein eine kleine Hütte und statteten sie mit Heiligenbildern aus. Der Abt des Klosters Hohenfurth Leopold Wackarž (1810–1901) entschied bei einem Besuch hier eine Wallfahrtskapelle zu errichten. Die Kapelle wurde im neoromanischen Stil erbaut und am 15. August 1888 vom Abt Leopold Wackarž geweiht, an dieser Messe nahmen etwa 2000 Pilger teil.
Im Jahre 1890 wurde neben der alten Kapelle eine größere Kapelle errichtet. In dieser befindet sich eine Statue „Unserer Lieben Frau vom Schnee“ in Lebensgröße und die Gnadenfigur der Madonna mit Kind. Die Pilgerstätte wurde aus Ehrfurcht vor der biblischen Geschichte errichtet, wonach Maria und Joseph mit dem Jesuskind auf der Flucht nach Ägypten mehrmals Rast machten. Die alte Kapelle wird als Bildergalerie genutzt. Im Jahr 1898 wurden die 14 Kreuzwegstationen am Kreuzweg und das Heilige Grab auf einem Felsen unterhalb der Wallfahrtskapelle errichtet. Unterhalb des Felsens befand sich früher ein Gasthaus (die Ruinen sind noch sichtbar), in dem unter anderem Klosterbier ausgeschenkt wurde.

## Nutzung
Wallfahrten finden zu den Marienfesten Mariä Heimsuchung (2. Juli), Mariä Himmelfahrt (15. August) und zu Mariä Geburt (8. September) statt.